# Ivan Štravs
Ivan Štravs, slovenski politik, * 18. december 1875, Šebrelje, † (?), Šoštanj.

## Življenje in delo
V Idrijo se je preselil kot rudar. Politično delovanje je pričel kot član krajevne organizacije socialnodemokratske stranke v Idriji. Leta 1908 je vstopil v idrijski občinski odbor kot virilist (virilist je član, ki ima pravico glasovanja ali članstva v nekem organu, ki ga pridobi po svojem položaju ali rodu, ne da bi bil voljen). To mesto mu je omogočal položaj ravnatelja Občega konsumnega društva v Idriji. Ko je bil občinski odbor oktobra 1908 razpuščen in imenovan gerent (upravnik, načelnik) je Štravs kot član sodeloval v gerentskem svetu. Štravs, ki je bil prvi slovenski župan iz vrst socialnodemokratske stranke, je bil za idrijskega župana izvoljen na seji občinskega odbora 14. julija 1911. Župansko mesto je zasedal do 18. decembra 1915, ko je bil občinski odbor razpuščen in ponovno imenovan gerentski svet. Z razpadom Avstro-Ogrske je bilo ukinjeno tudi avstrijsko gerentstvo ter bilo 6. novembra 1918 imenovano novo kateremu je načeloval Štravs. Tedaj je bil Štravs tudi predsednik Narodnega sveta mesta Idrija. Po italijanski zasedbi Primorske je mesto gerenta obdržal do 4. aprila 1919, ko je bil imenovan italijanski komisar. Kmalu zatem je Štravs zapustil Idrijo in se odselil v Jugoslavijo. 